# جون بيرك (لاعب كرة قدم أمريكية)
جون بيرك (بالإنجليزية: John Burke)‏ هو لاعب كرة قدم أمريكية أمريكي، ولد في 7 سبتمبر 1971 في إليزابيث في الولايات المتحدة.

## وصلات خارجية
- جون بيرك على موقع مرجع كرة القدم المحترفة.كوم (الإنجليزية)